# Caucel (Yucatán)
Caucel es una comisaría del municipio de Mérida en el estado de Yucatán localizado en el sureste de México.

## Toponimia
El nombre (Caucel) significa en idioma maya lugar de piedras para moler y se pronuncia Caukel. Para otros intérpretes la raíz maya del nombre sería, Ca/u/cel: ca, dos; u, luna, mes lunar, lunación; y cel, contracción de ceel, frío, frío climático. Significaría entonces "Dos meses de frío". Según el Diccionario Maya Cordemex, el toponímico sería Kaukel: ka' el número 2, calabaza de pepita gruesa, la piedra de moler; kelah, triturar, mal moler. 

## Localización
Caucel está localizado a 9 kilómetros del centro y al poniente de la ciudad de Mérida.

## Desarrollo urbano
"Ciudad Caucel" se ha convertido en una ciudad satélite de Mérida. En el año 2004, por iniciativa del gobierno del estado, se inició un proyecto para ofrecer espacios habitacionales en las cercanías de la ciudad capital. Este proyecto se ha reflejado en un crecimiento poblacional vertiginoso. Existen cerca de 15.000 unidades ya construidas contando con los Servicios básicos como Electricidad, Agua y Drenaje. Sin embargo, en cuanto a servicios digitales "internet", la zona presenta limitaciones en infraestructura, con pocas áreas que cuentan con servicio de proveedores como Telmex o TotalPlay, empresas preponderantes en la zona. Por eso el complejo habitacional cerca de la comisaría, ha recibido el apelativo de "ciudad Caucel". [cita requerida]

## Galería

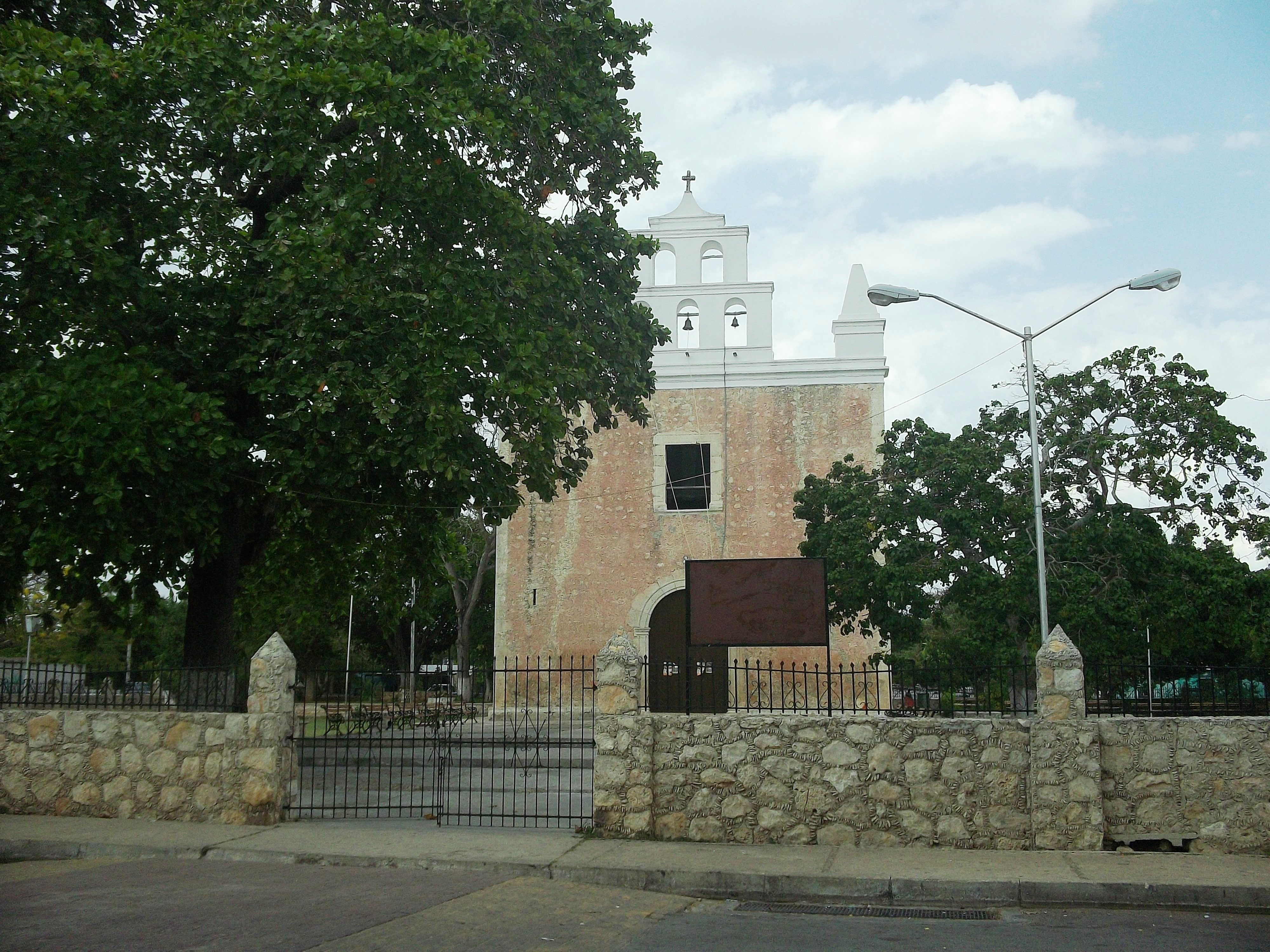
Iglesia principal de Caucel, Yucatán.
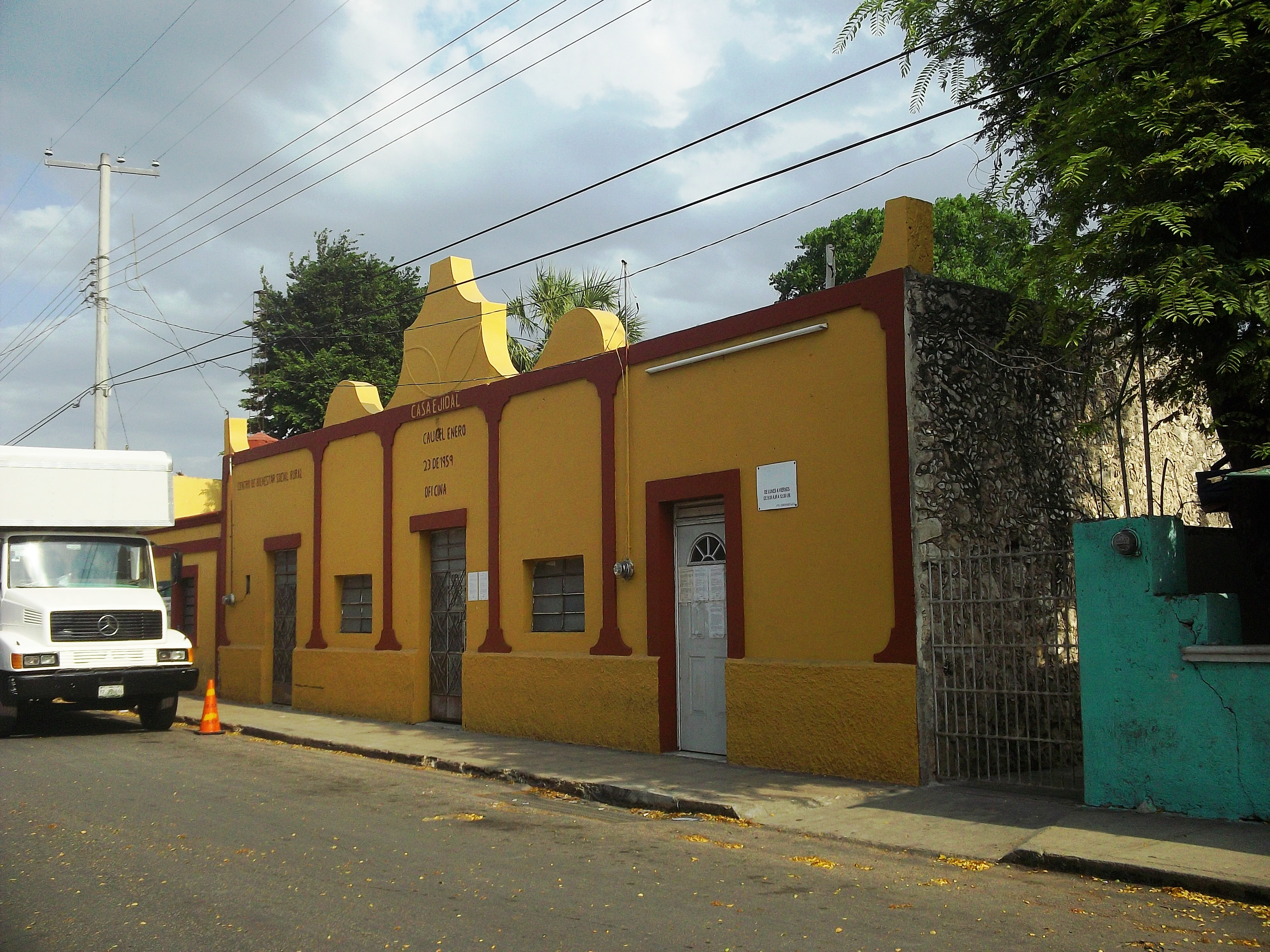
Casa ejidal de Caucel.
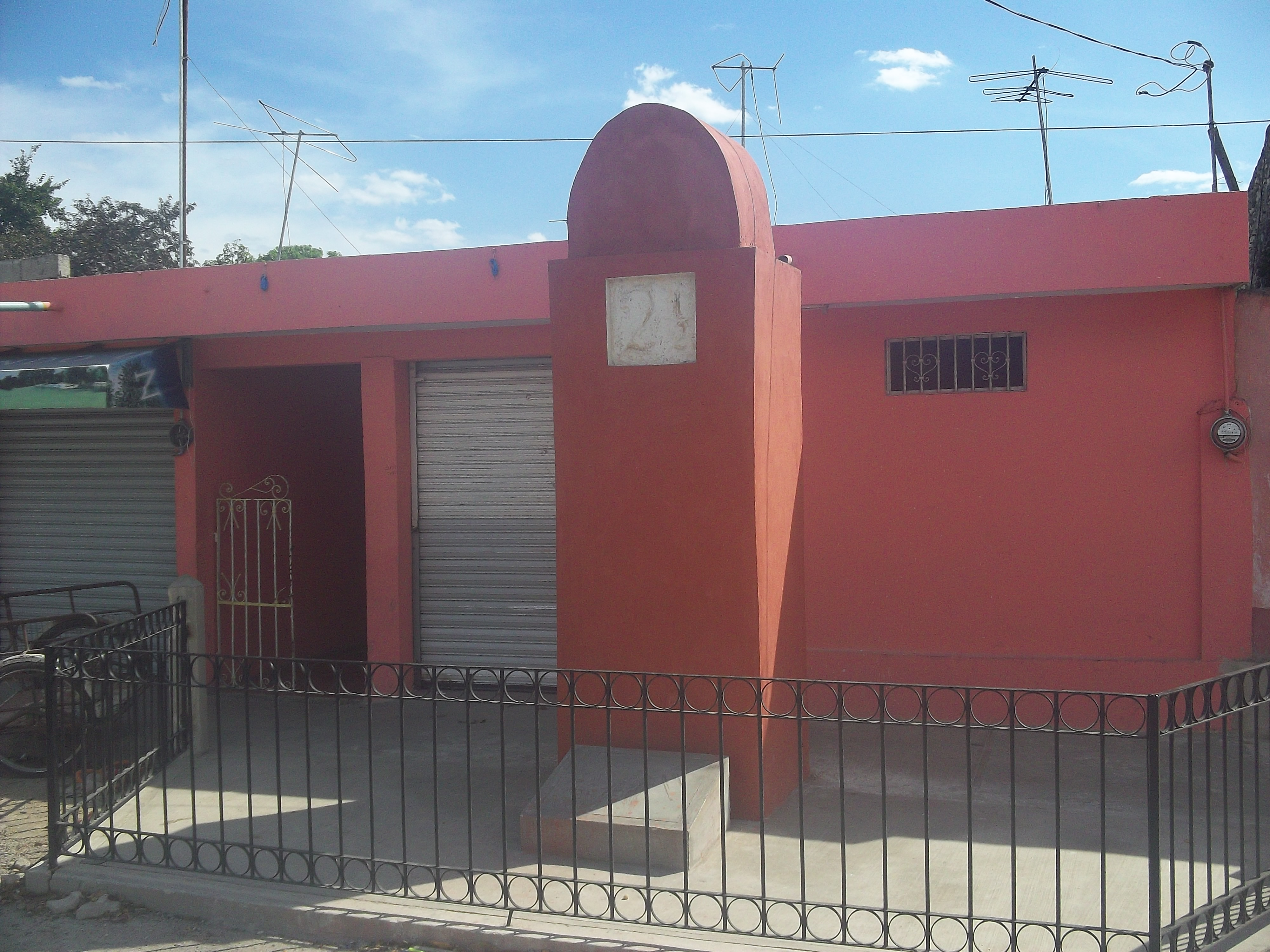
Leguario de Caucel.
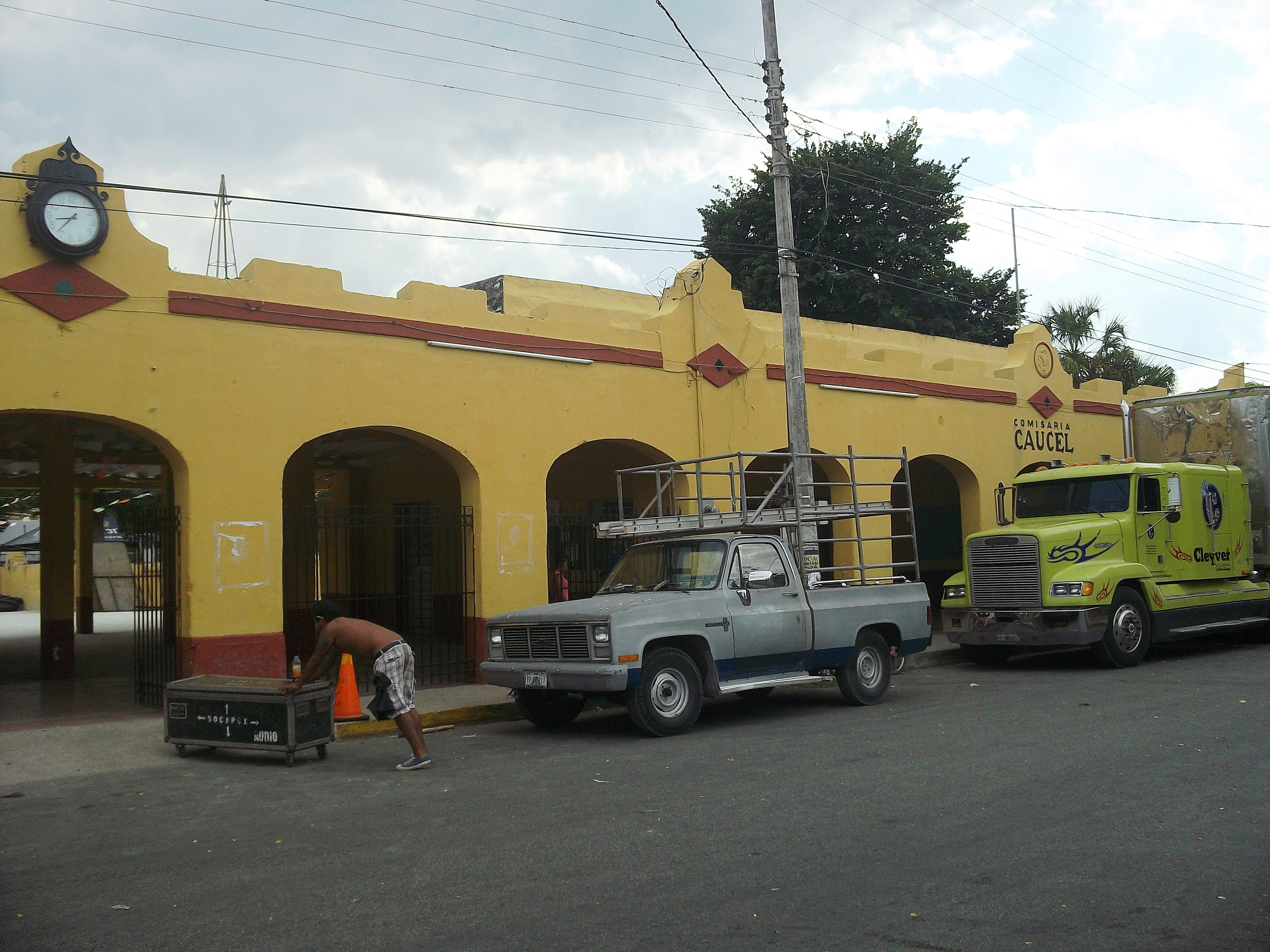
Casa comisarial de Caucel.
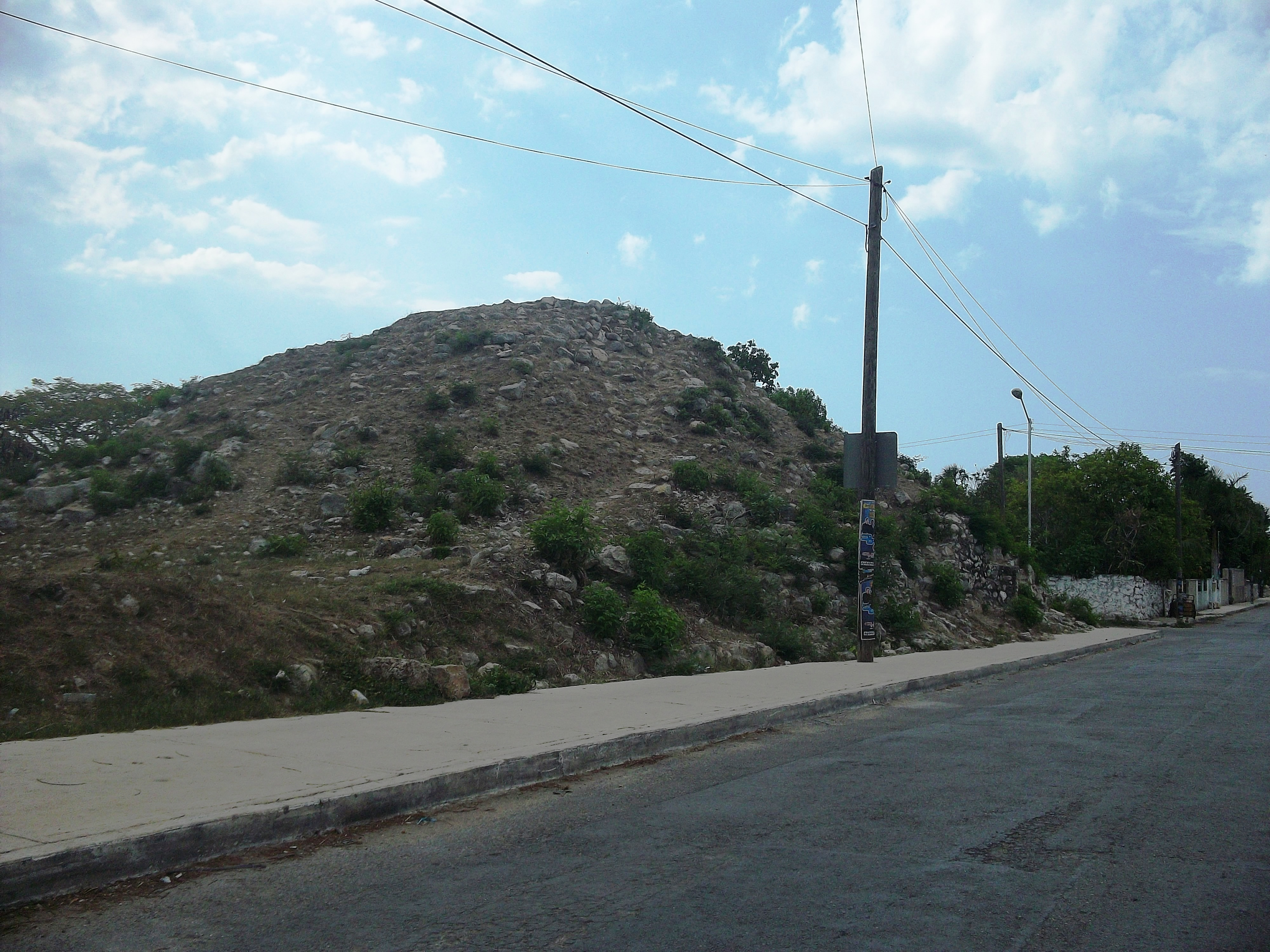
Vestigios arqueológicos de Caucel.
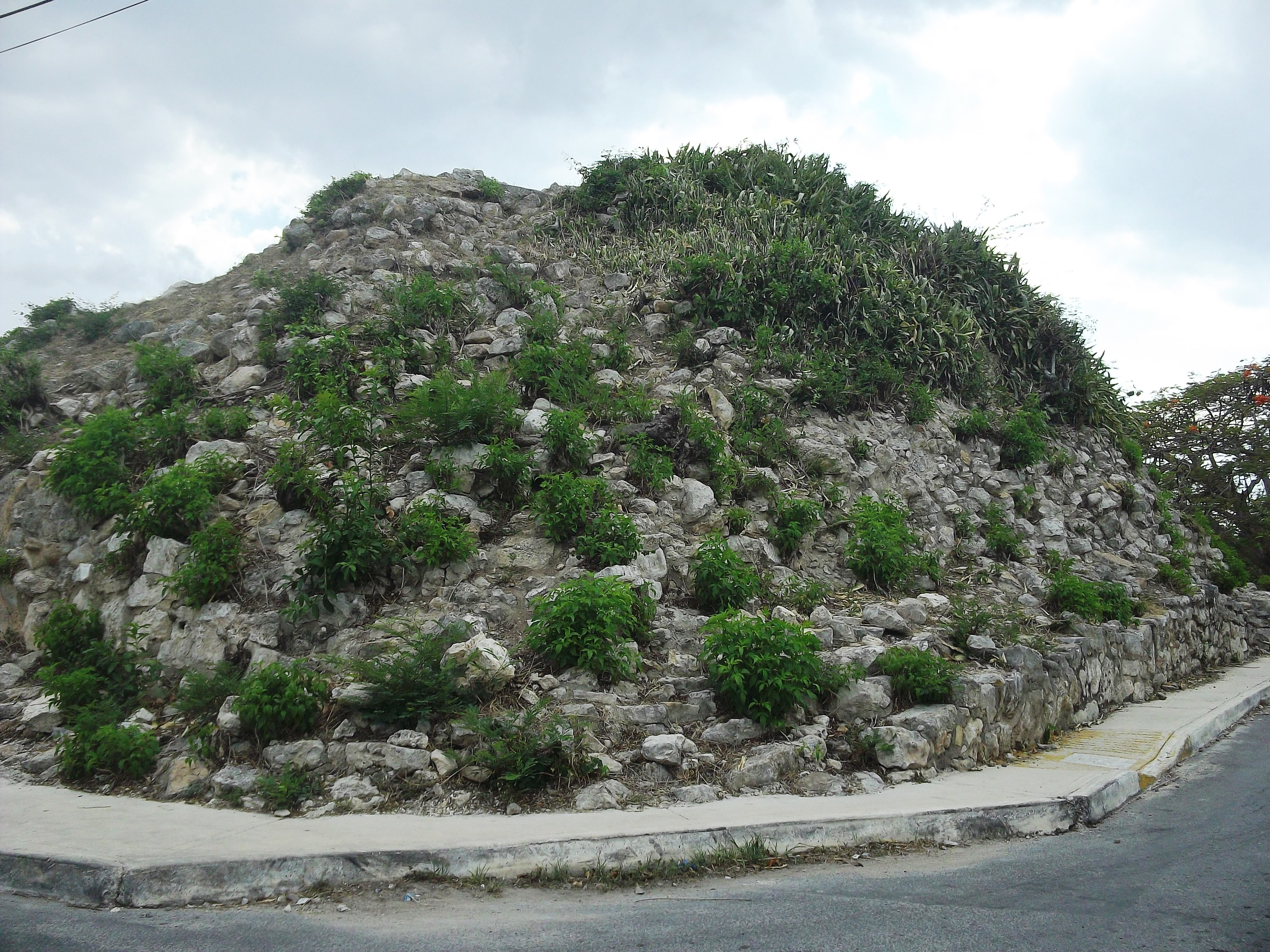
Vestigios arqueológicos de Caucel.
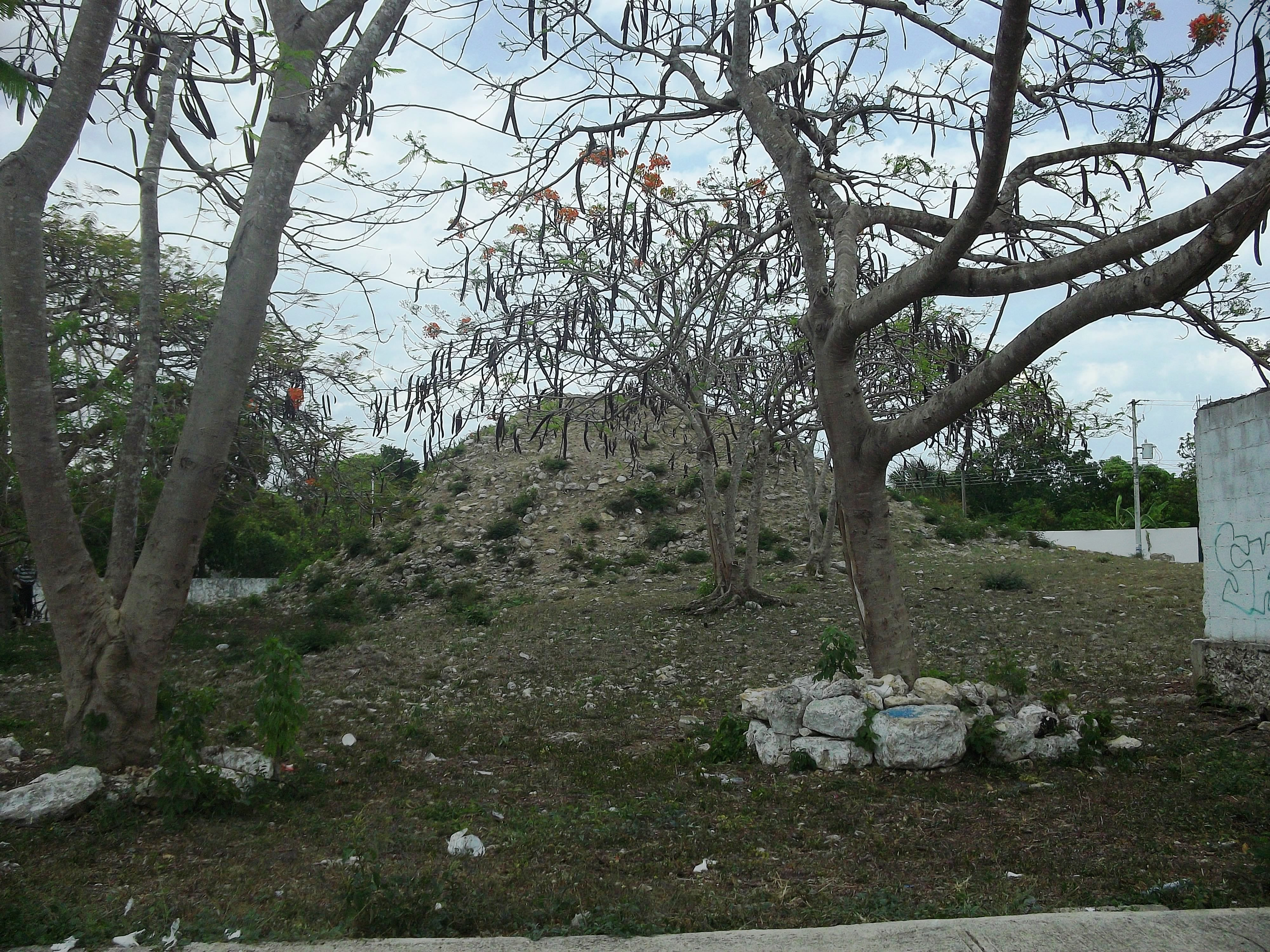
Vestigios arqueológicos de Caucel.